# Coenagrion armatum
Coenagrion armatum là một loài chuồn chuồn kim trong họ Coenagrionidae.
Coenagrion armatum được miêu tả khoa học đầu tiên năm 1840 bởi Charpentier
Loài này được tìm thấy ở Armenia, Phần Lan, Gruzia, Đức, Hà Lan, Ba Lan, Nga và Thụy Điển.